# Lasse Karlsson (ståuppkomiker)
Lasse Karlsson, född 1 april 1968 i Södertälje församling i Sverige, är en svensk ståuppkomiker. Han tillhör den "första generationen" ståuppare i Sverige.
Karlsson började sin ståuppkarriär 1991 och har sedan dess även synts i olika TV-produktioner både framför och bakom kameran. Han skriver även sitcom-manus och har tillsammans med Anders Berggren skapat Falkenswärds möbler som visats i både Finland och Sverige.
Våren 2007 var han producent för Time Out i TV4 och under hösten 2007 medverkade han som komiker i Babben & Co på SVT.
Karlsson har tidigare undervisat i ståuppkomik på Dramatiska Institutet.